# Мийзакюла (Сальме)
Мийзакюла (ест. Mõisaküla) — колишнє село в Естонії, входило до складу волості Салме, повіту Сааремаа.
| Естонія | Це незавершена стаття з географії Естонії. Ви можете допомогти проєкту, виправивши або дописавши її. |